# Búlice

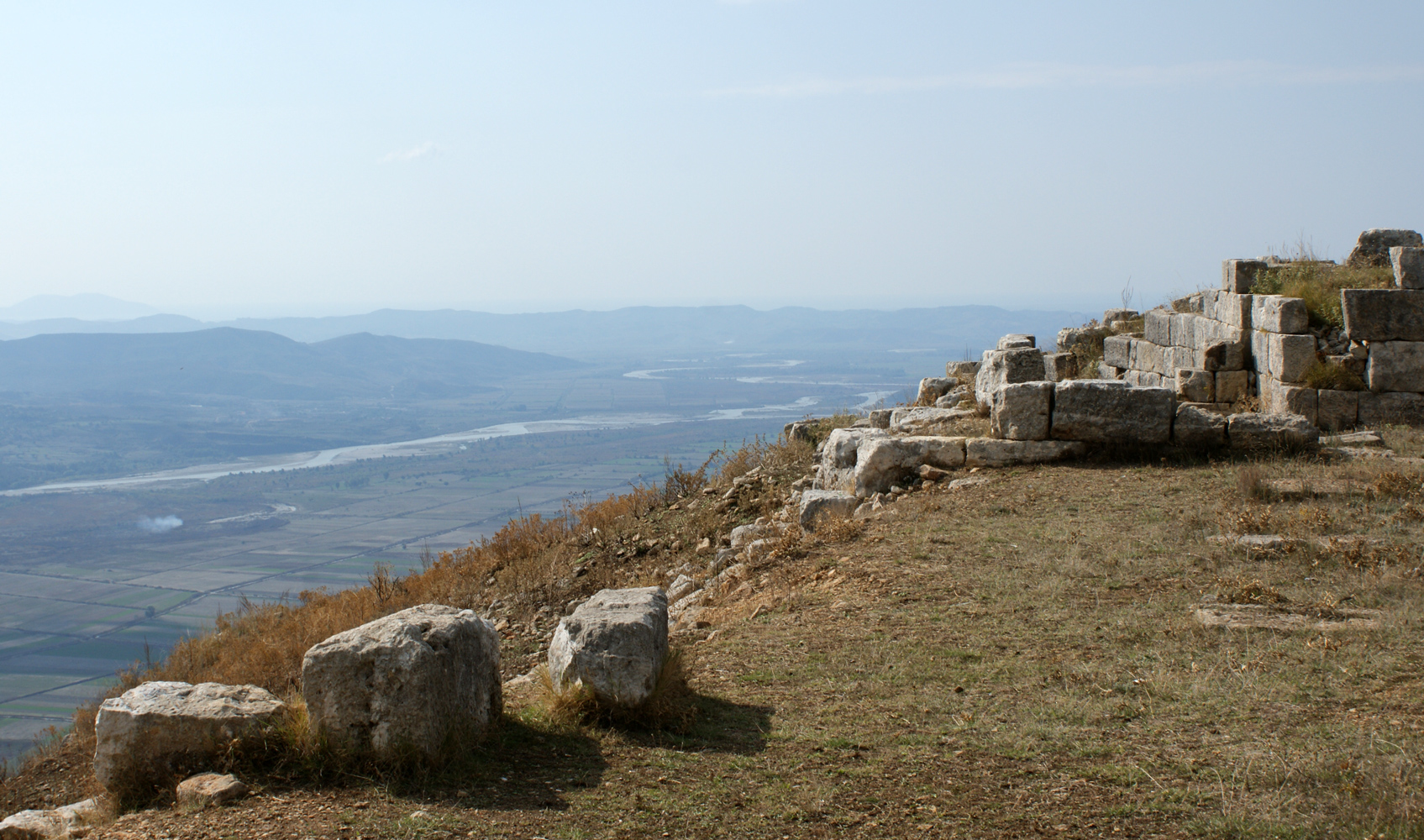
Algunos restos de la antigua Búlice con el río Viosa (antiguo río Aoo) al fondo.

Mapa con la ubicación aproximada de algunas de las principales ciudades del antiguo Epiro. Búlice estaba en la parte norte de Epiro.

Búlice (en griego, Βύλλις) fue una antigua ciudad griega en la región de Epiro.
Varios autores mencionan su pertenencia a la región de Iliria. Mientras en el Periplo de Pseudo-Escílax se la sitúa en la región de Amantia, Estrabón la ubica entre Apolonia y Orico.
Se localiza en el condado de Fier en una colina llamada Gradishta, en Albania, donde se han hallado importantes restos arqueológicos que incluyen fortificaciones del siglo IV a. C. y otros restos del periodo helenístico donde destacan un estadio, una cisterna, un ágora, dos stoas, un teatro y un templo.